# Lepanto (Arkansas)
Lepanto es una ciudad en el condado de Poinsett, Arkansas, Estados Unidos. Según el censo de 2020, tiene una población de 1.732 habitantes.
Es parte del área metropolitana de Jonesboro.

## Geografía
La ciudad se localiza a 35°36′31″N 90°19′59″O / 35.60861, -90.33306 (35.608528, -90.332985). De acuerdo a la Oficina del Censo de los Estados Unidos, la ciudad tiene un área total de 4,05 km², correspondientes en su totalidad a tierra firme.

## Demografía

### Censo de 2000
Según el censo de 2000, había 2.133 personas, 851 hogares y 595 familias en la ciudad. La densidad de población era 561,3 hab/km². Había 891 viviendas para una densidad promedio de 235,6 por kilómetro cuadrado. De la población el 82,37% eran blancos, el 15,56% afroamericanos, el 0,05% amerindios, el 0,05% asiáticos, el 0,98% de otras razas y el 0,98% mestizos. El 2,11% de la población eran hispanos o latinos de cualquier raza.
Se contaron 851 hogares, de los cuales el 35,6% tenían niños menores de 18 años, el 46,1% eran parejas casadas viviendo juntos, el 18,8% tenían una mujer como cabeza del hogar sin marido presente y el 30,0% eran hogares no familiares. El 28,0% de los hogares estaban formados por un solo miembro y el 14,8% tenían a un mayor de 65 años viviendo solo. La cantidad de miembros promedio por hogar era de 2,51 y el tamaño promedio de familia era de 3,04 miembros.
En la ciudad la población estaba distribuida en: 29,1% menores de 18 años, 9,4% entre 18 y 24, 24,8% entre 25 y 44, 22,6% entre 45 y 64 y 14,0% tenían 65 o más años. La edad media fue 36 años. Por cada 100 mujeres había 87,3 varones. Por cada 100 mujeres mayores de 18 años había 81,5 varones.
El ingreso medio para un hogar en la ciudad fue de $22.599 y el ingreso medio para una familia $30.074. Los hombres tuvieron un ingreso promedio de $26.977 contra $18.565 de las mujeres. El ingreso per cápita de la ciudad fue de $12.550. Cerca de 20,5% de las familias y 26,3% de la población estaban por debajo de la línea de pobreza, 37,1% de los cuales eran menores de 18 años y 26,2% mayores de 65.

### Censo de 2020
Según el censo de 2020, el 78.35% de los habitantes de Lepanto son blancos, el 13.54% son afroamericanos, el 0.29% son amerindios, el 2.54% son de otras razas y el 5.25% son de dos o más razas,. Del total de la población, el 5.20% son hispanos o latinos de cualquier raza.
Hay 717 hogares: el 29.68% son encabezados por parejas casadas, el 2.37% por un hombre y el 12.27% por una mujer.